# Emanuele Upini
Emanuele Upini (Foiano della Chiana, 11 maggio 1977) è un vignettista e scrittore italiano.

## Biografia
Esordisce come vignettista satirico nel 2005 collaborando col periodico a diffusione nazionale Par Condicio, diretto da Massimo Caviglia ed edito da Nuova Frontiera dell'Arte s.r.l.
Nel 2012 fonda il sito imim.it e, per lo stesso sito, nell'ambito di un progetto curato da Renato Ciavola (cartoonist, scrittore e divulger/journalist), è coeditore insieme a Phasar di Macchia. Un racconto disegnato a più mani, graphic novel per la quale realizza l'illustrazione di copertina.
Nel 2017 si occupa di scenografia, disegnando cartelloni per il programma "Il Pastrocchio" condotto dal comico Mireno Scali e trasmesso su Tele Idea in quattro puntate.
Dal 2019 collabora col periodico Fumo di China, la più autorevole rivista italiana di critica e informazione sul fumetto, e dal 2015 si dedica anche alla narrativa, pubblicando, con Cerebro Editore, il racconto comico Spaesati#1.
Nel 2018 esce il suo romanzo d'esordio: Incontrando Igino. Renzino 1921, già tra i vincitori, da inedito, del IX Premio "Gen. Div. Amedeo De Cia" 2017 (concorso istituito dall'Associazione Nazionale Alpini per premiare le migliori opere letterarie di cultura storico-militare) e premio speciale della giuria al IV "Santucce Storm Festival" 2018. Il libro si inserisce nel filone della memorialistica italiana sul Novecento.
Nel 2021 pubblica un saggio, L'umorismo secondo Primo, e realizza i disegni de Il gioco dell'ocio e della rana, parodia chianina del Gioco dell'oca.
Un suo saggio, Altre narrazioni. Romanzo storico sui fatti di Renzino, è inserito nell'opera di autori vari Piombo con Piombo. Il 1921 e la guerra civile italiana, a cura di G. Sacchetti (Carocci editore, 2023, pp. 349-357).

## Incontrando Igino. Renzino 1921
Il romanzo è incentrato su particolari episodi meglio conosciuti come "fatti di Renzino", avvenuti nell'omonima località periferica del Comune di Foiano della Chiana, che passarono alle cronache il 17 aprile 1921.
Sempre fedele alla realtà dei fatti, tra excursus descrittivi e interessanti note storiche, artistiche e culturali sul territorio della Valdichiana intera, Upini ricostruisce minuziosamente ogni significativo particolare collegato agli assalti delle squadre fasciste nei giorni d'aprile del 1921, avvenuti ai danni delle leghe, delle cooperative e dell'Amministrazione Comunale di Foiano a seguito di un'insolente e minacciosa lettera inviata da Dino Perrone Compagni, allora a capo dei fascisti regionali toscani, intimante le dimissioni del sindaco e della Giunta a maggioranza socialcomunista.

### Il contesto socio-politico-culturale
Il clima politico, all'epoca, era fortemente caratterizzato da movimenti contadini promossi da cooperative e da leghe, per manifestare contro gli agrari e per chiedere la revisione delle clausole più vergognose del vecchio patto colonico (o "patto agrario", o "patto di mezzadria"); ma la classe padronale, decisa a contrastare le insurrezioni proletarie, si organizzò costituendo l'Associazione Agraria Toscana e assoldando squadre fasciste per la repressione armata dei moti. A Foiano le incursioni degli squadristi portarono i "colpiti" a prendere coscienza dell'idea di reazione, che scaturì nell'agguato di Renzino e che provocò tre morti tra i militanti fascisti.
Tra gli anarchici coinvolti nei fatti vi era Bernardo Melacci, meccanico - che aveva maturato le proprie idee a contatto con il proletariato industriale all'Ansaldo di Genova e nell'attività in marina durante la guerra, quando ebbe modo di conoscere Errico Malatesta, riportato nel 1919 dall'esilio proprio da quella nave ove era imbarcato il Melacci -, e tra i comunisti alcune delle persone più in vista del paese, come Galliano Gervasi, segretario della neonata sezione locale del Partito Comunista d'Italia; oltre a loro, venti o trenta contadini armati di rivoltelle, di fucili da caccia, fucili a bacchetta, roncole e forconi. Gli insorti aggredirono un camion di fascisti di ritorno ad Arezzo.
La rappresaglia fu spietata: fascisti arrivati la sera stessa da Arezzo, da Firenze, da San Giovanni Valdarno, da Montevarchi, da Perugia e da Roma, capitanati da Dino Perrone Compagni, da Amerigo Dumini (in seguito a capo della squadra che sequestrò e uccise Giacomo Matteotti) e da Tullio Tamburini di Prato, rastrellarono la zona colpendo sia i protagonisti dei fatti, sia chi nulla aveva a che fare con l'imboscata. Bruciarono coloniche e aie per tutta la località di Renzino, appiccando incendi nella notte. Uccisero meschinamente Leopoldo Nocciolini e Luisa Foianesi Bracciali, coloni, Igino Milani, capolega dei lavoranti ai Tabacchi prelevato sul posto di lavoro, antenato dell'Upini, intorno al quale l'autore sviluppa sapientemente le vicende, e molti altri tra i quali Ghino Grazzi, commerciante di Sinalunga, che il 18 aprile 1921, giorno successivo all'agguato, lunedì mattina, era arrivato presto in paese, ignaro, per fare mercato.

### Una difficile inchiesta
Tra i protagonisti del libro, un giovane carabiniere militare di leva non precisamente identificato, che dal giorno prima dei fatti, tornato da una licenza che lo aveva visto lontano dal paese per un po', indaga in proprio su alcuni avvenimenti verificatisi in zona in sua assenza. Il giovane è segretamente fidanzato con una ragazza del posto, tale Dolores Seriacopi, la cui storia, strettamente collegata ai fatti, è descritta come la storia di un'eroina da tragedia shakespeariana.

### Fruibilità del racconto
Il porre in più occasioni il giovane carabiniere, originario del settentrione, dinnanzi ad alcuni dei protagonisti del romanzo, per dialoghi e per confronti, ha permesso allo scrittore di alternare alle inevitabili espressioni dialettali del parlato comune di inizio Novecento, l'utilizzo di un italiano comprensibile a tutti. Anche proverbi e modi di dire, nella semplicità grammaticale di molti dialoghi, vengono sapientemente dosati per rendere il testo più credibilile, per la scoperta o riscoperta di quella preziosa memoria che il tempo, ingrato, a distanza di anni, sta inevitabilmente portando all'oblio.

## Opere principali
- Incontrando Igino. Renzino 1921, Poppi (AR), Helicon, 2018, pp. 204;
- Chiamami Babi, Arezzo, Letizia, 2019, pp. 104;
- L'umorismo secondo Primo, Arezzo, Letizia, 2021, pp. 86